# Daimler-Benz DB 007
Das Daimler-Benz DB 007 (RLM-Bezeichnung ZTL 109-007, firmeninterne Bezeichnung ZTL6001) war eines der ersten funktionsfähigen Turbinen-Strahltriebwerke in der Bauart der Mantelstromtriebwerke, dessen erster Prüfstandlauf am 1. April 1943 stattfand, aber nie in einem Luftfahrzeug verbaut wurde.
Die Arbeiten begannen 1941 unter der Leitung von Karl Leist (* 20. Januar 1901 Berlin; † 10. Mai 1960 Stanggaß). Leist hatte seit 1939 die Entwicklung von Turboladern für Höhenmotoren bei DB geleitet.
Das Aggregat besaß einen gegenläufigen Axialverdichter, dessen Außenläufer mit 8 nach innen gerichteten Laufschaufelreihen versehen war. Zusätzlich hatte er noch 3 äußere Schaufelreihen, die in den Nebenstrom gerichtet waren. Der Innenläufer besaß 9 Laufreihen, die nach außen gerichtet waren. Die beiden geläufigen Rotoren wurden über ein Planetengetriebe von einer einstufigen Turbine angetrieben, die aus Kühlungsgründen teilbeaufschlagt betrieben wurde. Die Brennkammer bestand aus 4 Rohrbrennkammern, die ringförmig angeordnet waren.
Die Weiterentwicklung des ZTL6001 wurde, in Folge der Kriegslage und des Vorranges von Jagdflugzeugen, im März 1944 durch das RLM abgebrochen. Zudem erreichten weniger komplexe Turbinen bessere Leistungen.

## Design und Entwicklung
Frühere Konstruktionsversuche in Deutschland hatten sich mit Kanalgebläsen (Turbofans / Bypass-Turbojets) und gegenläufigen Verdichterspulen befasst, doch Leist integrierte beides in das ZTL6000 (Vorläufer des ZTL 6001 / DB 007), was zu einer sehr komplexen Konstruktion führte. Ein weiteres neues Merkmal war eine Turbine, die abwechselnd den Brennkammerausfluss und die aus dem Bypass-Strom abgezweigte Kühlluft durchströmte. Bis zum Sommer 1942 wurden die Konstruktionsziele nach unten korrigiert und das neue Triebwerk erhielt die Bezeichnungen ZTL6001 (Firma) und DB 007 / ZTL 109-007 (RLM), wobei ZTL die Abkürzung für Zweikreisturbinen-Luftstrahltriebwerk ist.
Die Luft trat durch einen herkömmlichen Lufteinlass in das Triebwerk ein, wobei sich die Strömung nach den ersten Leitschaufeln auf den Verdichter im Inneren und den Fan im Äußeren aufteilte und ein Bypass-Verhältnis von etwa 2,45:1 hatte. Der Kompressor bestand aus siebzehn Schaufelreihen, von denen acht auf der inneren Trommel mit voller Motordrehzahl und neun auf der äußeren Trommel mit 0,5:1 Motordrehzahl in entgegengesetzter Richtung rotierten. Obwohl die Mechanik äußerst kompliziert war, erwartete man einen Wirkungsgrad des Kompressors von 80 % bei einem sehr glaubwürdigen Druckverhältnis von 8:1. Zum Vergleich: Typische Motoren der damaligen Zeit boten Druckverhältnisse in der Größenordnung von 3,5:1.
Weitere Komplikationen ergaben sich aus dem Kanalgebläse, welches aus drei Schaufelreihen bestand, die an der Außenseite des rotierenden Verdichtergehäuses angebracht waren, während die Statoren an der Innenseite des äußeren Motorgehäuses befestigt waren. Der berechnete Wirkungsgrad des Verdichterteils betrug 84 %.
Die Luft aus dem Verdichter strömte zu den vier miteinander verbundenen rohrförmigen Brennkammern, die gleichmäßig über den Umfang verteilt waren und Lücken aufwiesen, damit die kühle Bypass-Luft, die aus dem Bypass-Kanal abgezapft wurde, direkt die Turbine kühlen konnte. Obwohl dies zu einem relativ schlechten Turbinenwirkungsgrad von 74 % führte, ermöglichte die Kühlung eine weitaus höhere Turbineneintrittstemperatur, was den Gesamtwirkungsgrad der Verbrennung erhöhte.
Die Turbine bestand aus hohlen Nickelstahlschaufeln auf einem geschmiedeten Stahlturbinenrad, das den Verdichter über eine Hohlwelle und eine flexible Kupplung antrieb. Die innere Verdichtertrommel wurde direkt angetrieben, während ein Untersetzungsgetriebe die äußere Trommel mit halber Drehzahl antrieb.
Als Konstruktionswerkstoffe wurden hauptsächlich Aluminiumgusslegierungen vor der Brennkammer und geschweißte Stahlbleche ab den Brennkammern verwendet.

## Technische Daten (DB 007 / ZTL 6001)
aus
- Typ: Turbofan mit axialer Strömung
- Länge: 4.998,7 mm
- Durchmesser: 899,2 mm
- Trockengewicht: 1.300 kg
- Maximaler Schub: 12,5 kN bei 12.000 rpm
- Luftmassenstrom: 7,98 kg pro Sekunde bei 12.000 rpm